# Robocop 2
Robocop 2 är en amerikansk science fiction-film, som hade biopremiär i USA den 22 juni 1990, regisserad av Irvin Kershner. Filmen är en uppföljare till Robocop.

## Handling
Filmen utspelar sig i ett framtida Detroit med extrem kriminalitet. Polismakten har tidigare tagit fram en robot namn Robocop som till hälften är robot och hälften människa. Man bestämmer sig för att ta fram en ny förbättrad version, Robocop 2. Tidigare valde man att skapa en robot av en skadad polis. Den här gången valde man istället att skapa en robot av en skadad brottsling. I motsats till sin föregångare gick det inte att behålla huvudet eller ansiktet. Därför kom den nya roboten att mer likna ett monster. Det nya monstret visar sig också i motsats till sin föregångare sakna samvete.

## Rollista (i urval)
- Peter Weller - Alex Murphy/RoboCop
- Nancy Allen - Anne Lewis
- Belinda Bauer - Dr. Juliette Faxx
- Tom Noonan - Cain
- Galyn Görg - Angie

### Fotnoter
1. ↑  ”Robocop 2” (på engelska). Box Office Mojo. 22 juni 1990. http://www.boxofficemojo.com/movies/?id=robocop2.htm. Läst 9 september 2016.